# Auxotrofia
Il termine auxotrofia (dal greco auxanein = aumentare e trophé = nutrimento) indica l'impossibilità per un organismo di sintetizzare un particolare composto organico necessario per la propria crescita, che deve quindi essere assunto necessariamente dall'ambiente in aggiunta ai nutrienti energetici forniti dall'alimentazione. Molti esseri viventi, incluse piante eterotrofe ed animali, sono auxotrofi per una o più sostanze, come ad esempio vitamine ed amminoacidi essenziali. L'auxotrofia è l'opposto della prototrofia.

## Utilizzo in tecniche genetiche
Nell'ambito della genetica e dell'ingegneria genetica si utilizzano in molte pratiche di laboratorio ceppi batterici o di lievito, o anche cellule eucariotiche superiori, modificati geneticamente in modo tale da essere resi auxotrofi, e quindi dipendenti per la crescita, per un aminoacido o per un nucleotide normalmente sintetizzato. L'incapacità del ceppo mutato di sopravvivere in un terreno privo del composto per cui è stato reso auxotrofo viene utilizzata come marcatore genetico metabolico per visualizzare la riuscita di esperimenti di trasformazione delle cellule con geni esogeni. Nel plasmide, oltre al gene di interesse per la trasformazione, è inserita una copia funzionante del gene mutato che determina l'auxotrofia nel ceppo; se il plasmide viene quindi inserito nella cellula, il prodotto del gene ripristinerà il fenotipo prototrofo evidenziando la riuscita della trasformazione attraverso uno screening su un terreno selettivo privo del nutriente necessario per la crescita del ceppo auxotrofo. Sul terreno cresceranno esclusivamente le colonie batteriche che avranno acquisito il plasmide.
Ceppi batterici auxotrofi sono utilizzati anche per effettuare test di mutagenesi basati sul sistema della reversione, in cui si studia la capacità di un sospetto mutageno di provocare mutazioni genetiche che ripristinino la funzionalità del gene mutato nel ceppo ed il carattere prototrofo, come ad esempio il test di Ames.
La perdita della capacità di sintesi può essere indotta introducendo una mutazione in uno o più geni coinvolti nella biosintesi di enzimi facenti parte dalla via biosintetica della molecola (nucleotide o aminoacido) considerata, o per escissione completa del gene.

## Nomenclatura
L'auxotrofia di un ceppo per una particolare sostanza si indica facendo seguire al nome del ceppo la sigla del gene mutato in corsivo ed in lettere minuscole, che indica la presenza di mutazioni in quel gene. Se il nome del gene è preceduto dal simbolo Δ (delta), questo indica la delezione completa del gene. Il fenotipo auxotrofo per un aminoacido o per un nucleotide, indipendentemente dal gene mutato, si indica convenzionalmente con la sigla della molecola seguita da un segno meno; ad esempio un ceppo auxotrofo per la leucina si indicherà come leu-.
Esempi di marker selettivi utilizzati in lievito sono i ceppi mutanti his3, leu2,  trp1 e ura3.